# Régiment de Beausobre hussards
Le régiment de Beausobre est un régiment de cavalerie allemand au service du royaume de France créé en 1743.

## Création et différentes dénominations
- 1er août 1743 : création du régiment de Beausobre hussards
- 3 octobre 1756 : licencié, et incorporé dans les régiments de Berchény, Turpin et Polleretzky

## Équipement

### Habillement
« Habit et pelisse bleu céleste, manteau, veste et culotte de même à la hongroise, doublure de peau de mouton blanc bordée d’une pareille peau noire, bonnet de feutre rouge (feutre blanc de 1744 à 1752) à galons d’argent faux, boutons d’étain ronds à 3 rangs, écharpe de laine rouge, sabretache rouge.
Équipage de même couleur, à garniture bleu de roi avec fleurs de lis aux angles. (Ordonnances du 26 octobre 1744 et du 15 mai 1752.) ».

## Historique

### Mestres de camp et colonels
- 1er août 1743 : Jean des Bault de Beausobre, baron de Beausobre, né le 21 mars 1704, déclaré brigadier de cavalerie le 1er juin 1745 par brevet du 1er mai, déclaré maréchal de camp en décembre 1748 par brevet du 10 mai, lieutenant général des armées du roi le 17 décembre 1759, † 1783

### Composition
Ce régiment allemand, créé par l’ordonnance du 1er août 1743, est composé de 12 compagnies de 50 hommes, provenant de Berchény, Lynden et David.

### Campagnes et batailles
Le régiment est en Flandre de 1744 à 1748, à Ypres, à Fontenoy où il représente l’arme des hussards avec Lynden ; àTournai, Termonde, Ath, Raucoux (11 octobre 1746), Lawfeld, Berg-op-Zoom, Maëstricht.

### Quartiers
- 1749 : Marsal